# بنو احمد (یمن)
 بنو احمد  دهکده‌ای از توابع استان مَحویت در کشور یمن و در شبه جزیره عربستان واقع می‌باشد.  بنو احمد  دهکده‌ای است در ناحیه (حُقاش) واعمال  محویت ، منطقهٔ گسترده‌ای است که شامل چند دهکده وروستا به همین نام می‌باشد که به شرح زیر می‌باشند: 
- بنو احمد  در ناحیهٔ (الحُجرِیَة) در قصبهٔ ریمه.
- بنو احمد  در ناحیهٔ (الحدا) دارای ۶۸۸ خانه مسکونی بوده‌است که در زلزله سال ۱۹۸۲ میلادی ۲۶ منزل منهدم شده‌است.
- بنو احمد  روستایی در عزلهٔ (جبل بحری) در ناحیهٔ العُدین در اِب دارای ۱۶۶ نفر جمعیت می‌باشد.
- بنو احمد  قبیله‌ای است در بلاد رداع محویت.
- بنو احمد  در مخلاف بنی زیاد در بلاد الحدا.
- بنو احمد  روستایی در وادی ارحب در قصبهٔ عیال ابوالخیر